# 圣彼得罗阿韦拉纳
圣彼得罗阿韦拉纳（義大利語：San Pietro Avellana）是意大利伊塞尔尼亚省的一个市镇。总面积45平方公里，人口552人，人口密度12.3人/平方公里（2009年）。ISTAT代码为094043。